# Anciënniteitbeginsel
Op basis van het anciënniteitsbeginsel wordt bij collectieve ontslagen de werknemers die het laatst in dienst genomen zijn, als eerste voor ontslag voorgedragen.
Dit beginsel wordt ook wel het last in first out-principe genoemd. In april 2006 besloot het Nederlands kabinet Balkenende II het traditionele anciënniteitsbeginsel te vervangen door het afspiegelingsprincipe.